# 法里斯·费尔贾尼
法里斯·费尔贾尼（法語：Farès Ferjani，1997年7月22日—）生于突尼斯城，是一名突尼斯男子击剑运动员，主攻佩剑。法里斯的家人大多从事击剑运动，或与击剑相关的工作，其中哥哥Mohamed Ayoub和他同样参加2016年里约奥运，父亲曾在国际击剑赛场上担任裁判，母亲、叔父等也都曾从事击剑运动。法里斯也是在童年时看着哥哥练习击剑后，开始对击剑感兴趣。2017年，他进入美国纽约的圣约翰大学，并开始代表该校校队参加美国校际比赛。